# Особый район Китая. 1942—1945
«Особый район Китая. 1942—1945» — книга, изданная в 1973 году тиражом 150 тыс. экземпляров. Согласно аннотации, книга представляет собой подготовленные к печати Юрием Власовым яньаньские дневники его отца — кадрового разведчика Петра Парфёновича Власова (под фамилией Владимиров он работал за границей). С мая 1942 года по ноябрь 1945 года Владимиров был военным корреспондентом ТАСС в Шэньси-Ганьсу-Нинсяском советском районе (в книге — «особый район Яньань»; территория, находившаяся под контролем компартии Китая), связным Коммунистического Интернационала при ЦК КП Китая, возглавлял спецгруппу по сбору сведений о Квантунской армии.
В аннотации 2-го издания книги (1977) написано:

В публикуемых дневниках П. П. Владимирова записи личного и служебного характера переплетаются. Это, видимо, не случайно. В условиях постоянной слежки, созданной главой карательных органов в Особом районе Кан Шэном, записная книжка-дневник была единственно удобным и безопасным местом хранения копий различных переводов, документов ИККИ <Исполкома Коминтерна>, статей, сводок, служебных телеграмм и т. п.

Владимиров стал свидетелем кампании чжэнфын, целью которой было усиление власти Мао Цзэдуна и отстранение конкурентов по партийной работе, в частности Ван Мина; эта кампания подробно описана в книге. Также он рассказывает о широких масштабах торговли опиумом, которую вели китайские коммунисты из-за своего тяжёлого финансового положения.

## История написания
Как позже вспоминал Юрий Власов, книга стала результатом 7-летней работы в архивах, опросов очевидцев, в ней использованы дневники Владимирова; Юрий Власов «лично обсуждал многое с Андроповым».
Как рассказывал известный синолог Александр Панцов, решение издать книгу было принято по инициативе ЦК КПСС после ухудшения советско-китайских отношений. По словам Панцова, от одного из участника создания книги он знает, что были соединены дневник и донесения Владимирова, «а там, где чего-то не хватало, дописали».

<В 1991 году, когда открыли архивы>, я обнаружил много материалов, которые я уже читал у Владимирова, но они были взяты совершенно не из дневников Владимирова, а совершенно из других материалов архива. … А там, помимо архивов, ещё многое что-то дописано, и там сейчас уже совершенно невозможно разобрать, где что дописано, где не дописано, и книга требует, конечно, проверки и перепроверки.

Панцов отметил, что книга стала для советского читателя, возможно, первым шансом ознакомиться с архивами.

## Издания
- Владимиров П. П. Особый район Китая. 1942—1945. — М.: Агентство печати «Новости», 1973. — 656 с. — 150 000 экз.
- Владимиров П. П. Особый район Китая. 1942—1945. — Издание 2-е. — М.: Агентство печати «Новости», 1977. — 544 с.

### Переводы
- Вьетнам: Nhật ký Diện-an. — Hanoi: Thông Tin Lý Luận, 1973.
- Индия: China’s special area, 1942—1945. — Bombay: Allied Publishers, 1974.
- США: The Vladimirov diaries: Yenan, China, 1942—1945. — Garden City, N.Y.: Doubleday, 1975. — ISBN 0-385-00928-3.
- Япония: Яньаньский дневник: китайская революция глазами советского журналиста (яп. 『延安日記―ソ連記者が見ていた中国革命』 Энъан никки - Сорэн кися-га митэита Тю:гоку какумэй), Издательская компания «Симул» (яп. サイマル出版会 Саймару сюппанкай), 1975.
- Чехословакия: Zvláštní oblast číny, 1942—1945. — Praha: Lidové nakladatelství, 1975.
- Тайвань: 延安日記 / Yan’an ri ji. — 黎明文化事業股份有限公司, Taibei Shi: Li ming wen hua shi ye gu fen you xian gong si, Minguo 65 (1976).
- ГДР: Das Sondergebiet Chinas: 1942—1945. — Berlin: Dietz Verlag, 1976.
- Китай: 延安日记 / Yan’an ri ji. — 東方出版社, Beijing: Dong fang chu ban she, 2004. — ISBN 7-5060-1703-2.